# كورت سميث (لاعب كرة قاعدة)
كورت سميث (بالهولندية: Curt Smith)‏ هو لاعب كرة قاعدة هولندي، ولد في 9 سبتمبر 1986 في ويلمستاد في كوراساو.

## وصلات خارجية
- كورت سميث على موقع دوري كرة القاعدة الرئيسي (الإنجليزية)
- كورت سميث على موقعبيزبول رفرنس.كوم (الدوري الثانوي) (الإنجليزية)
- كورت سميث على موقع مشجعي الرسوم البيانية (الإنجليزية)